# Герлі (Південна Дакота)
Герлі (англ. Hurley) — місто (англ. city) в США, в окрузі Тернер штату Південна Дакота. Населення — 379 осіб (2020).

## Географія
Герлі розташоване за координатами 43°16′46″ пн. ш. 97°5′22″ зх. д. / 43.27944° пн. ш. 97.08944° зх. д. (43.279327, -97.089435).  За даними Бюро перепису населення США в 2010 році місто мало площу 1,59 км², уся площа — суходіл.

## Демографія
Згідно з переписом 2010 року, у місті мешкало 415 осіб у 179 домогосподарствах у складі 120 родин. Густота населення становила 260 осіб/км².  Було 204 помешкання (128/км²).
Расовий склад населення:
| - 97,1 % — білих - 1,0 % — корінних американців - 0,2 % — чорних або афроамериканців |

До двох чи більше рас належало 1,7 %. Частка іспаномовних становила 2,4 % від усіх жителів.
За віковим діапазоном населення розподілялося таким чином: 27,0 % — особи молодші 18 років, 57,1 % — особи у віці 18—64 років, 15,9 % — особи у віці 65 років та старші. Медіана віку мешканця становила 35,9 року. На 100 осіб жіночої статі у місті припадало 97,6 чоловіків;  на 100 жінок у віці від 18 років та старших — 90,6 чоловіків також старших 18 років.
Середній дохід на одне домашнє господарство  становив 56 382 долари США (медіана — 43 646), а середній дохід на одну сім'ю — 64 943 долари (медіана — 53 750). За межею бідності перебувало 13,9 % осіб, у тому числі 20,9 % дітей у віці до 18 років та 2,4 % осіб у віці 65 років та старших.
Цивільне працевлаштоване населення становило 187 осіб. Основні галузі зайнятості: освіта, охорона здоров'я та соціальна допомога — 27,3 %, виробництво — 10,7 %, будівництво — 10,2 %.